# Финал Кубка России по футболу среди женщин 2021
Бетсити Финал Кубка России по футболу 2021 — финальный матч 29-го розыгрыша Кубка России по футболу среди женщин 2021, который состоялся 2 октября 2021 года на стадионе «Солидарность Самара Арена». В матче приняли участие московский «Локомотив» и петербургский «Зенит».

## События до матча
Место проведения матча было определено 23 сентября 2021 года на бюро исполкома РФС.
Титульным партнером финала стала компания «Бетсити».
Для болельщиков «Зенита», которые планировали побывать на первом в истории женской команды финальном матче, из Санкт-Петербурга были организованы бесплатные автобусы в Самару.
29 сентября объявлено о назначении Тарбеевой главным арбитром матча.
Телеканал «Матч ТВ» показал игру в прямом эфире.
За сутки до матча, по мнению букмекерских компаний, явным фаворитом, являлся «Локомотив» (ставки на победы 1.6 против 6,0).

## Место проведения

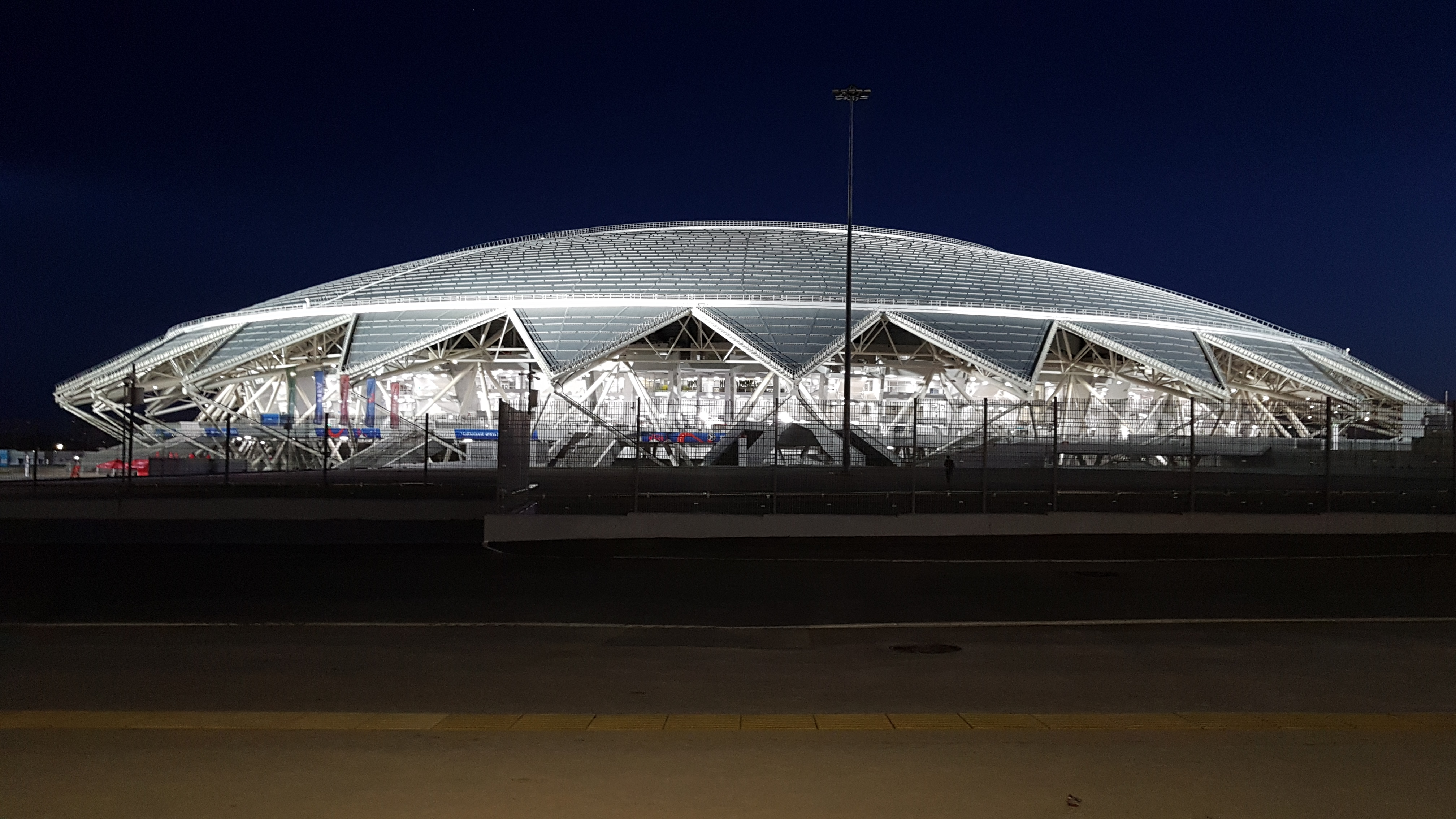
Вечерний вид стадиона

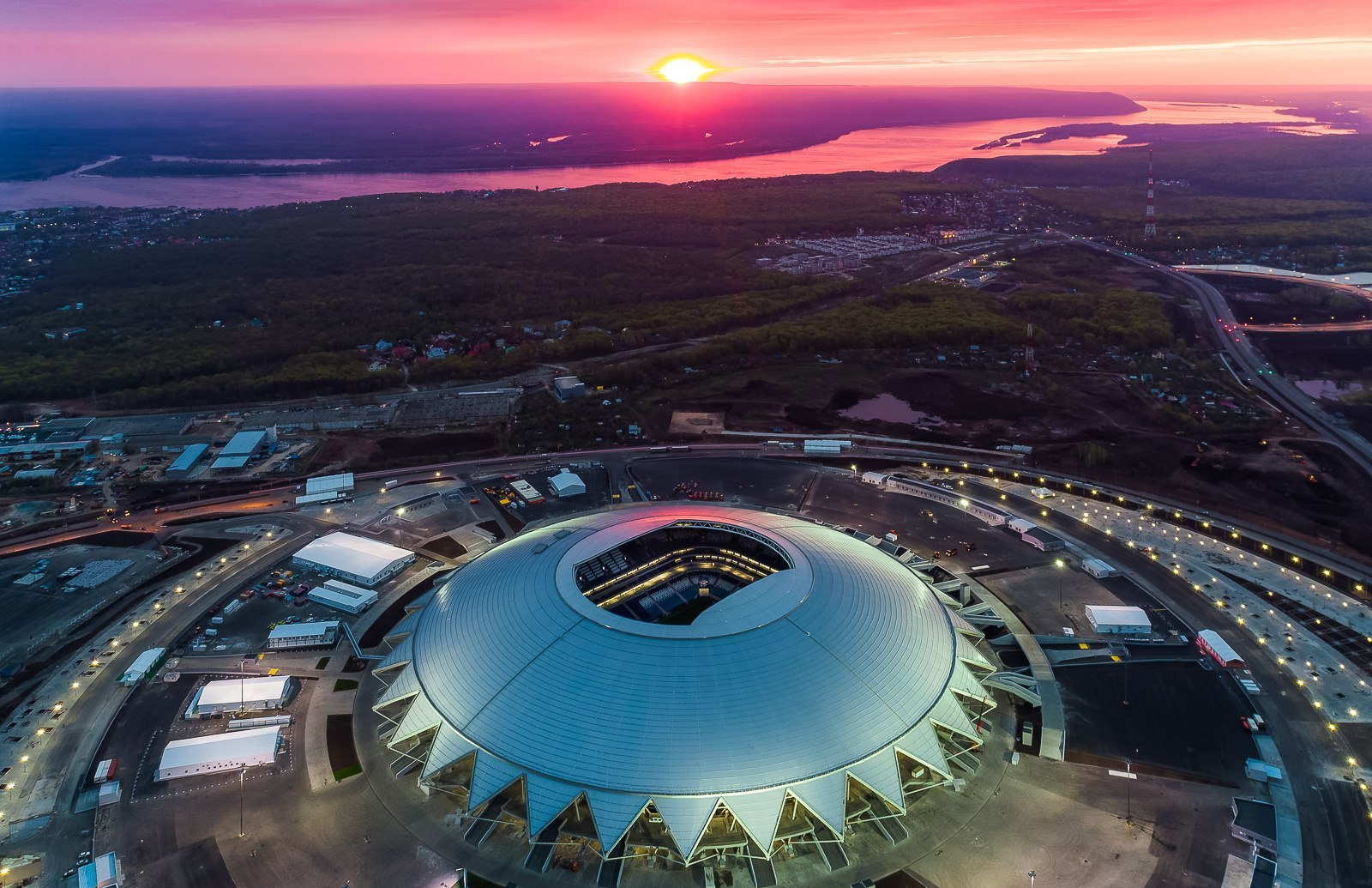
Вид стадиона с видом на Волгу

Стадион «Солидарность Самара Арена», вместимость которого составляет 41 970 зрителей, принимал матчи Чемпионата мира по футболу 2018. На стадионе были проведены шесть матчей турнира. Этот стадион также принимал Финал Кубка России по футболу 2019, в котором московский «Локомотив» обыграл екатеринбургский «Урал» со счётом 1:0. Стадион является домашней ареной для футбольного клуба «Крылья Советов».

## Команды
Для «Локомотива» финал стал вторым подряд в истории Кубка России (первый был против ЦСКА в 2020 году). «Зенит» вышел в финал в первый раз.
Достижения в розыгрышах Кубка России
| Команда   | Итого    | 2021         | 2020         | 2019 | 2018 | 1993 | 1992 |
| --------- | -------- | ------------ | ------------ | ---- | ---- | ---- | ---- |
| Локомотив | 2 финала | Кубок России | Кубок России | 1/2  | 1/2  | 1/8  | 1/16 |
| Зенит     | 1 финал  | 2            | 1/4          | —    | —    | —    | —    |

Взаимоотношения клубов в розыгрышах кубков страны
| дата                    | место           | стадия     | хозяева | дивизион  | оппонент  | дивизион  | счёт | стадион | зрителей |
| ----------------------- | --------------- | ---------- | ------- | --------- | --------- | --------- | ---- | ------- | -------- |
| Кубок России по футболу |                 |            |         |           |           |           |      |         |          |
| 04.10.2020              | Санкт-Петербург | 1/4 финала | Зенит   | суперлига | Локомотив | суперлига | 0:1  | Смена   | 330      |

Выступления клубов в официальных матчах 2021 года (за 3 месяца до финала)
| Команда   | Итого     | 4    | 9    | 10   | 17   | 24   | 31   | 7      | 14     | 18     | 21     | 26     | 4        | 25       | 26       |
| Команда   | Итого     | июль | июль | июль | июль | июль | июль | август | август | август | август | август | сентябрь | сентябрь | сентябрь |
| --------- | --------- | ---- | ---- | ---- | ---- | ---- | ---- | ------ | ------ | ------ | ------ | ------ | -------- | -------- | -------- |
| Локомотив | 12 матчей | В    | —    | В    | В    | В    | В    | В      | В      | П      | В      | В      | В        | —        | В        |
| Зенит     | 10 матчей | В    | В    | —    | В    | В    | В    | В      | В      | —      | —      | В      | В        | Н        | —        |

## Тренеры
Главный тренер «Локомотива» Елена Фомина во второй раз подряд вывела команду в финал Кубка России (в 2020 году — также «Локомотив»).
В 2001 и 2003 годах Елена Фомина выступала за самарский клуб ЦСК ВВС и в 35 матчах забила 18 мячей.
Для главного тренера «Зенита» Ольги Порядиной финал Кубка России стал первым в тренерской карьере.
В 2019 году возглавляемая Ольгой Порядиной сборная России (до 17 лет) выиграла на «Самара Арене» (так тогда называлась «Солидарность Самара Арена») матч у сборной Китая (до 17 лет) со счётом 2:1 (в составе той сборной на стадионе выступала Ника Белова — ныне игрок «Зенита», именно она заработала штрафной с которого был забит победный гол).
Достижения тренеров, как игроков, в розыгрышах Кубка России
| Тренер         | Итого      | Тренер       | Тренер       | Игрок        | Игрок        | Игрок        | Игрок | Игрок        | Игрок | Игрок        | Игрок        | Игрок        | Игрок | Игрок        | Игрок        |
| Тренер         | Итого      | 2021         | 2020         | 2010         | 2009         | 2008         | 2007  | 2006         | 2005  | 2004         | 2003         | 2002         | 1998  | 1997         | 1996         |
| -------------- | ---------- | ------------ | ------------ | ------------ | ------------ | ------------ | ----- | ------------ | ----- | ------------ | ------------ | ------------ | ----- | ------------ | ------------ |
| Ольга Порядина | 12 финалов | 2            | —            | Кубок России | Кубок России | Кубок России | 2     | Кубок России | ½     | Кубок России | Кубок России | Кубок России | 2     | Кубок России | Кубок России |
| Елена Фомина   | 5 финалов  | Кубок России | Кубок России | —            | —            | —            | —     | 2            | 2     | —            | —            | Кубок России | —     | —            | —            |

## Судейство
судейство клубов Любовью Тарбеевой
| дата                        | место           | стадия | хозяева | дивизион  | оппонент  | дивизион  | счёт | стадион | зрителей |
| --------------------------- | --------------- | ------ | ------- | --------- | --------- | --------- | ---- | ------- | -------- |
| Чемпионат России по футболу |                 |        |         |           |           |           |      |         |          |
| 31.10.2020                  | Санкт-Петербург | 11 тур | Зенит   | суперлига | Локомотив | суперлига | 0:3  | Смена   | 300      |

## Путь к финалу
Номинальным хозяином матча, согласно жеребьёвке, стал «Локомотив».
| И | В | Н | П | ГЗ | ГП | РГ |
| - | - | - | - | -- | -- | -- |
| 3 | 3 | 0 | 0 | 9  | 0  | +9 |

| И | В | Н | П | ГЗ | ГП | РГ |
| - | - | - | - | -- | -- | -- |
| 3 | 2 | 1 | 0 | 8  | 0  | +8 |

## Регламент матча
Спортивный регламент
- 90 минут основного времени (компенсированное время к каждому тайму в случае необходимости).
- Послематчевые пенальти в случае необходимости.
- Девять запасных с каждой стороны.
- Максимум пять замен.

## Финальный матч
| Локомотив    | 1:0      | Зенит |
| ------------ | -------- | ----- |
| Коровкина 3′ | Протокол |       |

| Локомотив | Зенит |

| Вр           | 46 | Татьяна Щербак       |     |     |
| Защ          | 7  | Анна Беломытцева     |     |     |
| Защ          | 79 | Мария Галай          |     |     |
| Защ          | 3  | Анна Кожникова       |     |     |
| Защ          | 14 | Кристина Машкова     |     |     |
| Защ          | 11 | Элина Самойлова      |     |     |
| Пз           | 29 | Виктория Козлова     | 62' |     |
| Пз           | 9  | Алёна Рузина         |     | 88' |
| Пз           | 18 | Марина Фёдорова      |     |     |
| Пз           | 16 | Яна Шеина            |     | 79' |
| Нап          | 20 | Нелли Коровкина      |     |     |
| Запасные:    |    |                      |     |     |
| Вр           | 1  | Екатерина Миклашевич |     |     |
| Вр           | 24 | Виктория Носенко     |     |     |
| Защ          | 8  | Алсу Абдуллина       |     | 79' |
| Защ          | 21 | Наталья Морозова     |     |     |
| Пз           | 12 | Диана Кузьмина       |     |     |
| Пз           | 17 | Яна Хотырева         |     |     |
| Нап          | 6  | Кайлан Уиллиамс      |     |     |
| Нап          | 13 | Кристина Черкасова   |     | 88' |
| Тренер:      |    |                      |     |     |
| Елена Фомина |    |                      |     |     |

| Вр             | 21 | Юлия Гриченко        |  |     |
| Защ            | 70 | Вероника Куропаткина |  |     |
| Защ            | 13 | Вера Симановская     |  |     |
| Защ            | 94 | Юлия Слесарчик       |  |     |
| Защ            | 19 | Ксения Цыбутович     |  |     |
| Пз             | 51 | Габриэла Гживиньска  |  |     |
| Пз             | 11 | Екатерина Сочнева    |  | 66' |
| Пз             | 40 | Татьяна Степанова    |  | 36' |
| Нап            | 52 | Ана Диаш             |  |     |
| Нап            | 71 | Екатерина Пантюхина  |  | 83' |
| Нап            | 7  | Лина Якупова         |  |     |
| Запасные:      |    |                      |  |     |
| Вр             | 6  | Татьяна Дронова      |  |     |
| Защ            | 3  | Екатерина Морозова   |  |     |
| Защ            | 18 | Ксения Олексюк       |  |     |
| ПЗ             | 8  | Ника Белова          |  | 36' |
| ПЗ             | 15 | Анастасия Шуппо      |  | 66' |
| ПЗ             | 16 | Елизавета Лазарева   |  |     |
| ПЗ             | 23 | Мария Дигурова       |  |     |
| Нап            | 9  | Наталья Машина       |  |     |
| Нап            | 10 | Елена Шестернёва     |  |     |
| Нап            | 99 | Татьяна Морина       |  | 83' |
| Тренер:        |    |                      |  |     |
| Ольга Порядина |    |                      |  |     |

| Ассистенты главного судьи: Алексей Воронцов (Ярославль) Яна Земскова (Самара) Резервный судья: Александра Пономарёва (Москва) Резервный ассистент судьи: Сабина Валиева (Москва) Инспектор: Ольга Заренина (Рузаевка) |